# Mbella-Assom
Mbella-Assom (ou Mbela Assom) est un village du Cameroun situé dans le département du Djérem et la Région de l'Adamaoua. Il fait partie de la commune de Tibati.

## Population
En 1967, il comptait 114 habitants, principalement des Mboum et des Baboute. Lors du recensement de 2005, 1 031 personnes y ont été dénombrées.

## Toponymie
La commune donne son nom au lac Mbella Assom, lac de cratère situé à 1 km du village d'Assom proprement dit.

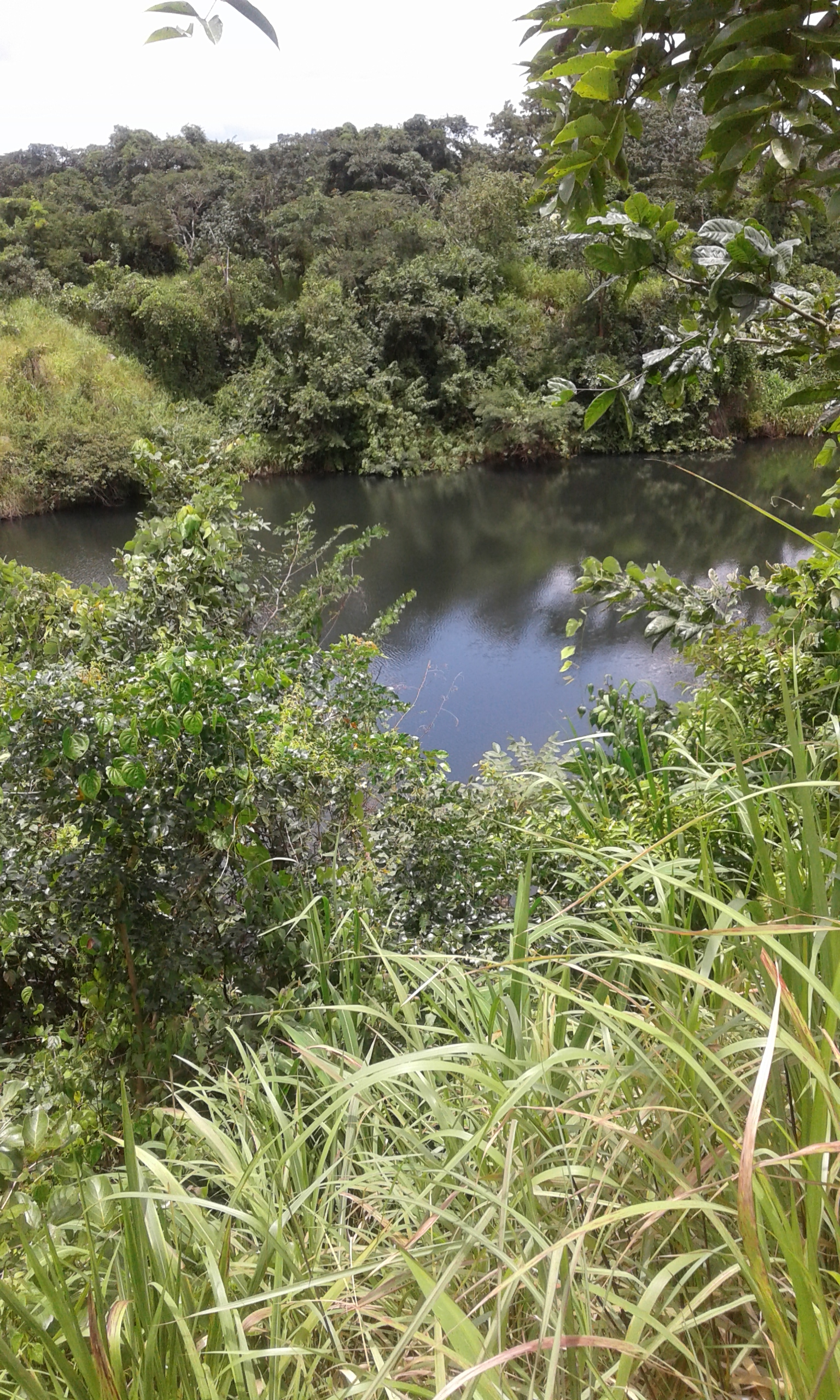
Mbella Assom